# Srećko Puntarić
Srećko Puntarić (* 1952 in Zagreb, Kroatien, ehemals Jugoslawien) ist ein 
kroatischer Karikaturist und Autor.

## Leben
Srećko Puntarić wurde 1952 in Zagreb geboren. Er studierte an der Universität Zagreb Maschinen- und Schiffsbauwesen. Seine ersten Karikaturen veröffentlichte Puntarić in der Satirezeitung Kerempuh im Jahre 1975. Seit dieser Zeit erschienen seine Zeichnungen in fast allen Tages- und Wochenzeitungen. Seine erste langjährige Zusammenarbeit realisierte er mit den Sportmagazinen SN Revija und Sprint. Seit 1986 arbeitete Puntarić mit der kroatischen Wochenzeitung Vjesnik zusammen. Seine Karikatur FELIX erscheint seit 1995 regelmäßig in der kroatischen Wochenzeitung Večernji list und in der römisch-katholischen Wochenzeitschrift Glas Koncila des Erzbistums Zagreb. 
International arbeitete Puntarić bisher mit dem deutschen Satiremagazin Eulenspiegel, wie auch mit dem Schweizer Satiremagazin Nebelspalter zusammen. Srećko Puntarić ist Mitglied in der Gemeinschaft Kroatischer Karikaturisten ULUPUH und der Gemeinschaft Europäischer Karikaturisten FECO. Von 1990 bis 1992 arbeitete Puntarić mit dem Filmstudio Zagreb Film zusammen und realisierte den Trickfilm TV FELIX. Zudem veröffentlichte Srećko Puntarić bisher 27 Bücher über sein Schaffen. Er ist Begründer der ersten Galerie für Humor und Karikatur unter dem Namen Felix Fun Factory in Kroatien. Die Galerie wurde im Jahre 1994 in Zagreb eröffnet.

## Auszeichnungen
Srećko Puntarić nahm an fast allen Ausstellungen und Wettbewerben im Bereich Karikaturistik teil. Dabei erhielt er bisher dreißig Preise. Unter anderem:
- 1984 den 1. Preis in Vercelli, Italien
- 1986 den GRAND PRIX in Istanbul, Türkei
- 1987 den GRAND PRIX in Knokke-Heist, Belgien
- 1987 eine Preisverleihung in Tokio, Japan
- 1988 den 2. Preis in Foligno, Italien
- 1989 den 2. Preis in Amsterdam, Niederlande
- 1993 eine Preisverleihung in Berlin, Deutschland

## Ausstellungen
Seine Werke stellte Srećko Puntarić im In- und Ausland der Öffentlichkeit vor. Im Ausland fanden Ausstellungen in Wien, Bern und Budapest statt. In Kroatien fanden bisher über zwanzig Ausstellungen statt, darunter in den Städten Bjelovar, Čakovec, Koprivnica, Krapina, Slavonski Brod, Varaždin und Zagreb. 